# Saint-Maxime-du-Mont-Louis
Saint-Maxime-du-Mont-Louis eller kort Mont-Louis är en kommun i provinsen Québec i Kanada, vars huvudort är byn Mont-Louis. Den ligger i regionen Gaspésie–Îles-de-la-Madeleine, i den östra delen av landet, 800 km nordost om huvudstaden Ottawa.